# Нуж
Нуж — река в России, протекает в Советском районе Республики Марий Эл. Устье реки находится в 4,2 км по правому берегу реки Шашка. Длина реки составляет 14 км, площадь водосборного бассейна 87,2 км².
Исток реки у села Михайловка в 22 км к востоку от Йошкар-Олы и в 17 км к юго-западу от посёлка Советский. Река течёт на юг, затем поворачивает на восток. В верховьях протекает деревни Нужьял, Михайловка, Нуженер, Веденье, Андреевка. В нижнем течении река втекает в ненаселённый лесной массив, где и впадает в Шашку.

## Данные водного реестра
По данным государственного водного реестра России относится к Верхневолжскому бассейновому округу, водохозяйственный участок реки — Волга от Чебоксарского гидроузла до города Казань, без рек Свияга и Цивиль, речной подбассейн реки — Волга от впадения Оки до Куйбышевского водохранилища (без бассейна Суры). Речной бассейн реки — (Верхняя) Волга до Куйбышевского водохранилища (без бассейна Оки).
По данным геоинформационной системы водохозяйственного районирования территории РФ, подготовленной Федеральным агентством водных ресурсов:
- Код водного объекта в государственном водном реестре — 08010400712112100001340
- Код по гидрологической изученности (ГИ) — 112100134
- Код бассейна — 08.01.04.007
- Номер тома по ГИ — 12
- Выпуск по ГИ — 1